# نيقولاي شماتكو
نيقولاي هافرلوفتش شماتكو (بالأوكرانية: Микола Гаврилович Шматько) هو نحات ورسام وأستاذ أوكراني بقسم الفنون في معهد موسكو للحضارة العالمية،
ولد نيقولاي شماتكو في 17 أغسطس 1943 بمقاطعة دنتسك في أوكرانيا بالاتحاد السوفيتي آنذاك، وقد عين أستاذا من عام 2000 في قسم الفنون بمعهد موسكو للحضارة.